# Acrymia ajugiflora
Acrymia ajugiflora és una espècie de planta angiosperma de la família de les lamiàcies, l'única del gènere Acrymia.